# Ibn Challikān
Ibn Challikān (arabisch ابن خلكان, DMG Ibn Ḫallikān, * 22. September 1211 in Arbil; † 30. Oktober 1282 in Damaskus) war ein kurdischer Biograph und islamischer Rechtsgelehrter. Sein voller Name lautet Aḥmad b. Muḥammad b. Ibrāhīm Abu ’l-ʿAbbās Schams ad-Dīn al-Barmakī al-Irbilī asch-Schāfiʿī. Ibn Challikan wird auch als Kurde aus dem Aşiret der Chalkan bezeichnet.

## Leben
Ibn Challikan studierte in Arbil, in Damaskus und ab 1229 in Aleppo. Auf seinen Reisen besuchte er mehrfach Mossul und lernte auch Ibn al-Athir kennen. Im Jahre 1235 oder 1236 ging er nach Ägypten und wurde dort 1249 zum stellvertretenden Oberrichter (qādī ’l-qudāt) von Ägypten ernannt.
Im Jahre 1261 ernannte der Mamluken-Sultan Baibars I. Ibn Challikan zu Oberrichter von Syrien. 1266 wurde er entlassen und kehrte nach Kairo zurück, wo er seine Lehrtätigkeit wieder aufnahm. Nach Baibars’ Tode wurde Ibn Challikan im Jahre 1277 erneut in sein Amt als Oberrichter eingesetzt. Infolge der Wirren um Machtstreitigkeiten wurde Ibn Challikan im Jahre 1280 verhaftet, weil er eine Fatwa zugunsten des aufständischen syrischen Gouverneurs erlassen haben soll. Nach drei Wochen wurde er auf Geheiß des Sultans Qalawun aus der Haft entlassen und wieder als Oberrichter eingesetzt. Anfang des Jahres 1281 besuchte der Sultan Damaskus und entließ Ibn Challikan, der im folgenden Jahr verstarb.

## Werk
Das bedeutsamste Werk Ibn Challikāns ist sein biographisches Lexikon Wafayāt al-aʿyān wa-anbāʾ abnāʾ az-zamān („Das Ableben bedeutender Persönlichkeiten und die Nachrichten über die Söhne der Zeit“). Ibn Challikān beschreibt darin etwa 900 Persönlichkeiten und zitierte dabei aus Quellen, die heute zum Teil verloren gegangen sind. Das Werk wurde früh ins Türkische und Persische übersetzt. William Mac Guckin de Slane edierte das Werk und übersetzte es zwischen 1842 und 1871 unter dem Titel Ibn Khallikan's Biographical Dictionary ins Englische. Die Übersetzung umfasst vier Bände und mehr als 2.700 Seiten.
Ibn Challikan wird auch als einer der Urheber der Weizenkornlegende genannt.